# Llau dels Tolls
La llau dels Tolls és una llau de l'antic terme d'Hortoneda de la Conca, actualment integrant del municipi de Conca de Dalt, al Pallars Jussà.
Es forma a 1.430 m. alt. al vessant septentrional de la Serra de Pessonada, i prop de l'extrem meridional de la Serra del Banyader, al nord-est de la Rocalta i al nord del Pico Fred. Des d'aquell lloc davalla cap al nord-oest fins que s'aboca en la llau de la Coma de l'Olla a l'extrem sud de la Serra de Cantellet.